# Walter Benjamin
Walter Benjamin (pronuncia tedesca [ˈvaltɐ ˈbɛnjamiːn]) nome completo Walter Bendix Schönflies Benjamin (Berlino, 15 luglio 1892 – Portbou, 26 settembre 1940) è stato un filosofo, scrittore, critico letterario e traduttore tedesco, pensatore eclettico che si è occupato di epistemologia, estetica, sociologia, misticismo ebraico e materialismo storico. Il lavoro di Benjamin, riconosciuto postumo, ha influenzato filosofi (quali Theodor Adorno, György Lukács e Hannah Arendt), mistici (come Gershom Scholem) e drammaturghi (come Bertolt Brecht).

## Biografia

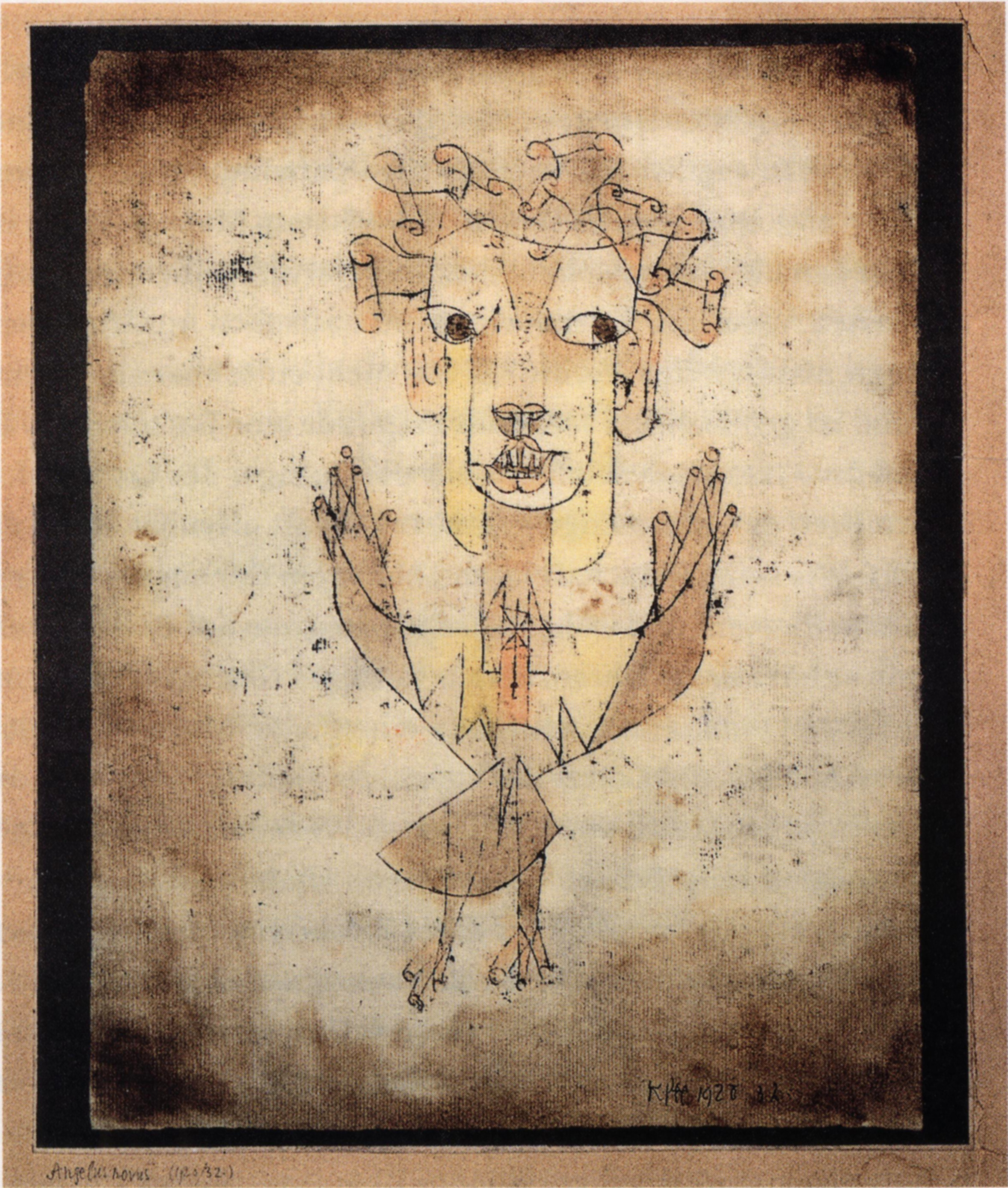
L'Angelus Novus di Paul Klee (1920) ispirerà a Benjamin, che lo acquisterà nel 1921, la descrizione dell'"angelo della storia".

Benjamin nacque a Berlino il 15 luglio 1892, in una famiglia ebraica. Il padre, Emil, era un ricco antiquario e la madre, Paula Schönflies, proveniva da un'agiata famiglia di commercianti. A Walter seguono altri due figli: Dora (che morirà a Zurigo nel 1946) e Georg (futuro dirigente del Partito Comunista Tedesco, che morirà nel 1942 nel campo di concentramento di Mauthausen).
Nel 1902 Walter frequenta a Berlino il Friedrich-Wilhelm Gymnasium dal quale verrà trasferito per motivi di salute nel 1905 e presso il quale tornerà nuovamente nel 1907 per terminare gli studi liceali con la maturità nel 1912. Nello stesso anno si iscrive al corso di filosofia dell'Università di Berlino. Alterna la frequenza a questi corsi con quella presso l'Università di Friburgo in Brisgovia. Qui conosce il giovane poeta Christoph Friedrich Heinle, cui dedicherà un cospicuo corpus di poesie, composte tra il 1915 e il 1925. In questi anni intensifica la sua attività nella Jugendbewegung, un'organizzazione universitaria giovanile con la quale aveva iniziato a collaborare fin dai primi mesi universitari. Degli anni 1914-1915 è anche il manoscritto incompiuto di Metafisica della gioventù.
Il 21 luglio 1915, a Berlino, avviene il primo incontro con Gershom Scholem, con il quale stringerà una profonda amicizia e un saldo legame intellettuale. Scholem, che abbandonerà poco dopo gli studi di matematica e filosofia per dedicarsi allo studio della mistica ebraica, favorirà l'avvicinamento di Benjamin agli studi sull'ebraismo e un'analisi approfondita del rapporto tra l'ebraismo e la filosofia. A tale proposito si veda il libro di Gershom Sholem: Walter Benjamin. Storia di un'amicizia, Adelphi, Milano, 1992.
Nel 1917 sposa Dora Kellner, già sposata con Max Pollak e da questo divorziatasi per la relazione con Benjamin. Nel 1918 nasce il suo unico figlio, Stefan (che morirà a Londra nel 1972).
Il 27 giugno 1919 si laurea summa cum laude in filosofia discutendo una tesi su Il concetto di critica nel primo romanticismo tedesco. Tutt'altro che opera immatura, questo lavoro legge in modo del tutto originale la critica letteraria dei fratelli Friedrich e August Wilhelm Schlegel, concentrandosi sul concetto di rispecchiamento (Wiederspiegelung), cioè di un'opera letteraria che sia commento e riflessione sulla letteratura stessa, anticipando così temi propri della letteratura postmoderna.
Gli anni dal 1920 al 1927 sono anni di grande impegno intellettuale; scrive, in ordine cronologico, Per la critica della violenza, Il compito del traduttore, Saggio su Le affinità elettive di Goethe e la complessa opera Il dramma barocco tedesco. In questi anni conosce Ernst Bloch, Franz Rosenzweig, Theodor W. Adorno, Erich Fromm. Nel 1924 aveva conosciuto Asja Lacis, una regista rivoluzionaria lettone con la quale inizierà un rapporto intellettuale e sentimentale che sarà determinante per la sua decisa svolta in senso marxista e comunista. Nello stesso anno fallisce il tentativo di ottenere l'abilitazione presso l'Università di Francoforte e entrare così nel mondo accademico. La dissertazione presentata da Benjamin in quest'occasione è il fondamentale saggio che oggi conosciamo come Der Ursprung des deutschen Trauerspiels (Il dramma barocco tedesco). Un anno dopo, nel 1925, Benjamin ritirò la tesi, temendo il suo possibile rifiuto. In quest'opera l'autore cercava di "salvare" la categoria di allegoria. Essa, però, si rivelò troppo poco in linea con l'ortodossia accademica del tempo e apparve eccessivamente astrusa e contorta ai suoi esaminatori, tra i quali c'erano membri di spicco della facoltà di filosofia, come Hans Cornelius. Il risultato fu la fine delle sue aspirazioni accademiche. Questo fallimento comportò il rifiuto da parte di suo padre di continuare a sostenerlo finanziariamente, cosicché Benjamin fu costretto a accettare impieghi saltuari come critico  e traduttore per mantenere lui e la sua famiglia.
Sul fronte letterario si occupa anche di divulgare l'opera della cugina, la poetessa berlinese Gertrud Kolmar, che verrà deportata ad Auschwitz nel marzo del 1943, alla quale, proprio in questi anni, dedica diversi articoli e recensioni su alcune riviste.
Nel 1928 stringe un'altra importante amicizia anch'essa determinante per la sua ulteriore evoluzione intellettuale: incontra e si lega a Bertolt Brecht. A partire dagli anni trenta si avvicina all'Istituto di ricerche sociali diretto da Max Horkheimer, con il quale i rapporti si faranno più intensi a partire dal 1934-1935. Negli stessi anni si impegna sempre più, oltre che in saggi letterari densi di riflessioni filosofiche (il Leskov, il saggio su Kafka, quello su Baudelaire, di cui traduce anche le opere maggiori, e il saggio L'opera d'arte nell'epoca della sua riproducibilità tecnica), in un'opera filosofica che, contenuta nelle intenzioni, lo accompagnerà, incompiuta ed estremamente vasta, fino alla morte: il Passagen-Werk.
La presa del potere da parte dei nazisti il 30 gennaio 1933 significò per Benjamin l'impossibilità di qualsivoglia impiego in Germania. Per alcuni mesi si assentò da Berlino per rifugiarsi in Spagna e in Francia. Lasciò definitivamente la Germania nel settembre dello stesso anno per stabilirsi a Parigi, dove sarà "un ascoltatore assiduo delle conferenze del Collège de sociologie". Parigi era, e divenne sempre di più, l'oggetto privilegiato dei suoi studi sulla città moderna. Nel settembre del 1939, allo scoppio della guerra, viene internato in un campo di lavori forzati in quanto cittadino tedesco. Tra la fine del 1939 e il maggio del 1940 scrive le Tesi di filosofia della storia (Über den Begriff der Geschichte), il suo ultimo lavoro e testamento spirituale. Le Tesi avrebbero dovuto essere l'introduzione del Passagen-Werk, che Benjamin non poté completare e che grazie a Georges Bataille fu nascosto e conservato alla Bibliothèque Nationale. Gli abbozzi furono trovati da Giorgio Agamben nel 1981 alla Bibliothèque Nationale tra le carte di Bataille; e furono pubblicati in Italia da Einaudi, prima nel 1986 con il titolo Parigi, capitale del XIX secolo e poi nel 2000 con il titolo I «passages» di Parigi.
Il 14 giugno 1940 Parigi è occupata dai tedeschi. Benjamin fugge verso sud nel tentativo di varcare il confine spagnolo. Il suo piano prevede di raggiungere una località di mare iberica e da lì imbarcarsi verso gli Stati Uniti d'America dove già si erano rifugiati i suoi amici dell'Istituto per la ricerca sociale, tra cui Theodor W. Adorno.

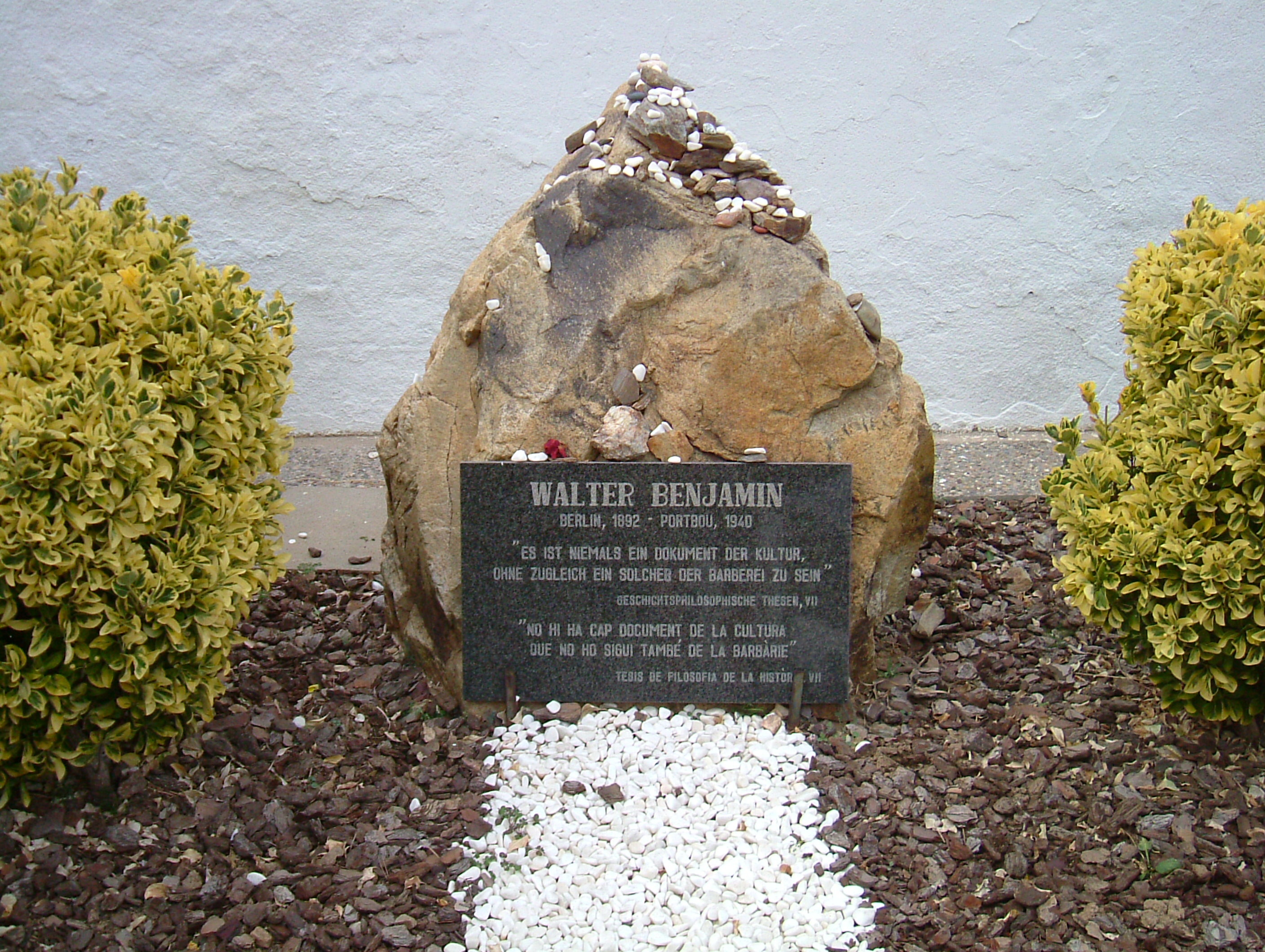
Monumento a Walter Benjamin, a Portbou, in Catalogna

Giunto nella località catalana di Portbou il 25 settembre 1940 si vede però ritirare il visto di transito. Benjamin sente che la sua cattura da parte della polizia di frontiera spagnola è probabile. Con la cattura diverrebbe automatica l'espulsione dalla Spagna verso il territorio francese, ormai saldamente nelle mani dell'esercito nazista. La notte stessa, preso dal panico, lo scrittore si suicida con un'overdose di morfina. Aveva con sé una valigia nera che custodiva gelosamente, in cui erano contenuti probabilmente dei manoscritti o delle pagine incompiute. Per tragica ironia il visto che stava attendendo per imbarcarsi per gli Stati Uniti arrivò il pomeriggio successivo al suo suicidio; ai suoi compagni di viaggio fu quindi permesso di proseguire per la loro destinazione. Altri suoi amici — tra cui Henny Gurland, futura moglie di Erich Fromm — provvidero alla sua tumulazione nel cimitero di Portbou, pagando l'affitto del loculo per soli cinque anni. Dopo tale periodo il suo corpo fu calato in una fossa comune, il che rese impossibile la sua identificazione; la sua valigia nera fu ritrovata alcuni decenni dopo presso il tribunale di Figueres, ma non conteneva il manoscritto cui Benjamin pare tenesse moltissimo.
A Portbou esiste un memoriale che ricorda la figura di Walter Benjamin.

## Opere
- (DE)  Der Begriff der Kunstkritik in der deutschen Romantik, Verlag A. Francke, Bern 1920
- (DE)  Charles Baudelaire, Tableaux Parisiens. Deutsche Übertragung mit einem Vorwort über die Aufgabe des Übersetzers. Verlag von Richard Weißbach, Heidelberg 1923
- (DE)  Einbahnstraße, Rowohlt, Berlin 1928
- (DE)  Ursprung des deutschen Trauerspiels, Rowohlt, Berlin 1928
- (DE)  Deutsche Menschen. Eine Folge von Briefen. Auswahl und Einleitungen von Detlef Holz [Pseudonym]. Vita Nova Verlag, Luzern 1936
- (DE)  Zur Kritik der Gewalt, in: Archiv für Sozialwissenschaften und Sozialpolitik, 1921[9]
- (DE)  Goethes Wahlverwandtschaften, in: Neue Deutsche Beiträge 1924/1925
- (DE)  Der Sürrealismus, in: Die literarische Welt, 1929
- (DE)  Karl Kraus, in: Frankfurter Zeitung, 1931
- (DE)  Franz Kafka. Zur zehnten Wiederkehr seines Todestages, Auszüge, in: Jüdische Rundschau,[10]
- (DE)  Das Kunstwerk im Zeitalter seiner technischen Reproduzierbarkeit, in: Zeitschrift für Sozialforschung, 1936
- (DE)  Der Erzähler. Betrachtungen zum Werk Nikolai Lesskows, in: Orient und Occident, 1936
- (DE)  Eduard Fuchs, der Sammler und der Historiker, in: Zeitschrift für Sozialforschung, 1937
- (DE)  Über einige Motive bei Baudelaire, in: Zeitschrift für Sozialforschung, 1939
- (DE)  Über den Begriff der Geschichte, in: Die Neue Rundschau, 1950[11]
- (DE)  Das Passagen-Werk, hrsg. von Rolf Tiedemann, 2 Bände, Suhrkamp, Frankfurt am Main 1983 [Taschenbuchausgabe]
- (DE)  Berliner Kindheit um Neunzehnhundert. Mit einem Nachwort von Theodor W. Adorno und einem editorischen Postskriptum von Rolf Tiedemann. Fassung letzter Hand und Fragmente aus früheren Fassungen. Suhrkamp, Frankfurt am Main 1987
- (DE)  Berliner Kindheit um Neunzehnhundert. Gießener Fassung, hrsg. und mit einem Nachwort von Rolf Tiedemann. Suhrkamp, Frankfurt am Main 2000

### Edizioni critiche
- (DE)  Schriften. Hrsg. von Theodor W. Adorno und Gretel Adorno unter Mitwirkung von Friedrich Podszus. 2 Bände. Suhrkamp, Frankfurt am Main 1955
- (EN)  Illuminations. Walter Benjamin: Essays and Reflections. Vorwort, Bearbeitung und Hrsg. Hannah Arendt. Schocken Verlag, New York 1969, ISBN 0-8052-0241-2
- (DE)  Gesammelte Schriften. Unter Mitwirkung von Theodor W. Adorno und Gershom Scholem hrsg. von Rolf Tiedemann und Hermann Schweppenhäuser. Bde. I–VII, Suppl. I–III (in 17 Bänden gebunden). 1. Auflage, Suhrkamp, Frankfurt am Main 1972–1999. Revidierte Taschenbuch-Ausgabe: Bde. I–VII (in 14 Bänden gebunden), Suhrkamp, Frankfurt am Main 1991
  - Bd. I/1: Abhandlungen, S. 1–430.
Der Begriff der Kunstkritik in der deutschen Romantik; Goethes Wahlverwandtschaften; Ursprung des deutschen Trauerspiels; Das Kunstwerk im Zeitalter seiner technischen Reproduzierbarkeit, Erste und Zweite Fassung
  - Bd. I/2: Abhandlungen, S. 435–796.
"Charles Baudelaire. Ein Lyriker im Zeitalter des Hochkapitalismus", 3 Teile: "Das Paris des Second Empire bei Baudelaire", "Über einige Motive bei Baudelaire", "Zentralpark"; "Über den Begriff der Geschichte"; Selbstanzeige der Dissertation; "L'oeuvre d'art à l'époque de sa reproduction mécanisée"; "Notes sur les Tableaus parisiens de Baudelaire"
  - Bd. I/3: Abhandlungen, S. 797–1272. Anmerkungen der Herausgeber
  - Bd. II/1: Aufsätze, Essays, Vorträge, S. 1–406.
  - Bd. II/2: Aufsätze, Essays, Vorträge, S. 407–813.
  - Bd. II/3: Aufsätze, Essays, Vorträge, S. 815–1526.
  - Bd. III: Kritiken und Rezensionen, 727 S.
Kritiken und Rezensionen 1912–1939/1940; Anhang: Entwürfe zu Rezensionen; Vorschläge für den Besprechungsteil der "Zeitschrift für Sozialforschung"
  - Bd. IV/1: Kleine Prosa, Baudelaire-Übertragungen, S. 1–605.
  - Bd. IV/2: Kleine Prosa, Baudelaire-Übertragungen, S. 607–1108.
"Illustrierte Aufsätze"; "Hörmodelle"; "Geschichten und Novellistisches"; "Miszellen"
  - Bd. V/1: Das Passagen-Werk, S. 1–654.
  - Bd. V/2: Das Passagen-Werk, S. 655–1350.
  - Bd. VI: Fragmente, Autobiographische Schriften, 840 S.
"Zur Sprachphilosophie und Erkenntniskritik"; "Zur Geschichtsphilosophie und Erkenntniskritik"; Lebensläufe; Aufzeichnungen 1906–1932; "Berliner Chronik um Neunzehnhundert"
  - Bd. VII/1: Nachträge, S. 1–519.
  - Bd. VII/2: Nachträge, S. 525–1024.
  - Supp. I: Kleinere Übersetzungen: Tristan Tzara, D'Annunzio, Aragon, Proust, Léon Bloy, Adrienne Monnier, Saint-John Perse, Balzac, Jouhandeau, 457 S.
  - Supp. II: Marcel Proust, Im Schatten der jungen Mädchen, 535 S.
  - Supp. III: Übersetzung (mit Franz Hessel): Marcel Proust, Guermantes, 596 S.
- (DE)  Briefe. Hrsg. und mit Anmerkungen versehen von Gershom Scholem und Theodor W. Adorno. 2 Bände. Suhrkamp, Frankfurt am Main 1955.
- (DE)  Gesammelte Briefe. Hrsg. vom Theodor-W.-Adorno-Archiv. 6 Bände, hrsg. von Christoph Gödde und Henri Lonitz. Suhrkamp, Frankfurt am Main 1995–2000

### Opere tradotte in italiano
- Angelus Novus. Saggi e frammenti, a cura di Renato Solmi, Collana Saggi n.309, Torino, Einaudi, 1962. Con un saggio di Fabrizio Desideri, ET Einaudi, 2006.
- Tre drammi radiofonici, Torino, Giulio Einaudi Editore, 1978, ISBN 88-06-01925-2.
- Avanguardia e rivoluzione. Saggi sulla letteratura, traduzione di A. Marietti Solmi, Torino, Einaudi, 1979, ISBN 88-06-36772-2.
- Critiche e recensioni. Tra avanguardie e letteratura di consumo, traduzione di A. Marietti Solmi, Torino, Einaudi, 1979, ISBN 88-06-26443-5.
- Uomini tedeschi. Una scelta di lettere, con un saggio di Theodor Adorno, Milano, Adelphi, 1979, ISBN 88-459-0394-X.
- Orbis pictus. Scritti sulla letteratura infantile, a cura di Giulio Schiavoni, Milano, Emme Edizioni, 1981.
- Infanzia berlinese, traduzione di M. Bertolini Peruzzi, Torino, Einaudi, 1981, ISBN 978-88-06-51276-7.
- Il concetto di critica nel Romanticismo tedesco. Scritti 1919-1922, Torino, Einaudi, 1982, ISBN 978-88-06-54973-2.
- Metafisica della gioventù. Scritti 1910-1918, a cura di Giorgio Agamben, Torino, Einaudi, 1982, ISBN 978-88-06-52969-7.
- Diario moscovita, prefazione di Gershom Scholem, a cura di Gary Smith, Torino, Einaudi, 1983, ISBN 88-06-56044-1.
- Strada a senso unico. Scritti (1926-1927), a cura di G. Agamben, Torino, Einaudi, 1984, ISBN 978-88-06-56259-5. - Nuova edizione accresciuta, a cura di G. Schiavoni, Einaudi, 2006, ISBN 88-06-17627-7.
- Parigi, capitale del XIX secolo. Progetti appunti e materiali 1927-1940, traduzione di Gianni Carchia, Massimo De Carolis, Antonella Moscati, Francesco Porzio, Giuseppe Russo, Renato Solmi, a cura di Giorgio Agamben, I Millenni, Torino, Einaudi, 1986,  pp. XXII-1136, ISBN 978-88-06-58644-7.
- Teologia e utopia. Carteggio 1933-1940, traduzione di A. Marietti Solmi, Torino, Einaudi, 1987, ISBN 978-88-06-59404-6.
- Burattini, streghe, briganti. Illuminismo per ragazzi (1929-1932), traduzione di Giulio Schiavoni, a cura di Giulio Schiavoni, Genova, Il Melangolo, 1989.
- Ombre corte. Scritti 1928-1929, a cura di Giorgio Agamben, Torino, Einaudi, 1993, ISBN 88-06-13253-9.
- Il mio viaggio in Italia. Pentecoste 1912, traduzione di L. Petroni, Rubbettino, 1995, ISBN 978-88-7284-050-4.
- Sull'hascisch, traduzione di Giorgio Backhaus, Torino, Giulio Einaudi Editore, 1996, ISBN 88-06-14115-5.
- Sul concetto di storia, a cura di Gianfranco Bonola e Michele Ranchetti, Torino, Einaudi, 1997, ISBN 978-88-06-14394-7.
- Il dramma barocco tedesco, introduzione di Giulio Schiavoni, trad. di Flavio Cuniberto, nuova edizione, Torino, Einaudi, 1999, ISBN 978-88-06-15213-0.
- L'opera d'arte nell'epoca della sua riproducibilità tecnica, traduzione di Enrico Filippini, prefazione di Cesare Cases, Torino, Einaudi, 2000  [1955 (posth.)], ISBN 88-06-15443-5.
- Rolf Tiedemann (a cura di), Opere complete - Vol. IX - I "passages" di Parigi, edizione italiana a cura di Enrico Ganni, traduzione di Elena Agazzi, Giorgio Backhaus, Gianni Carchia, Massimo De Carolis, Fabrizio Desideri, Anna Maria Marietti, Antonella Moscati, Francesco Porzio, Giuseppe Russo, Renato Solmi riveduta da Hellmut Riediger, Torino, Einaudi, 2000, ISBN 978-88-06-13313-9.
- Rolf Tiedemann e Hermann Schweppenhäuser (a cura di), Opere complete - Vol. II - Scritti 1923-1927, edizione italiana a cura di Enrico Ganni, Torino, Einaudi, 2001, ISBN 978-88-06-14029-8.
- Rolf Tiedemann e Hermann Schweppenhäuser (a cura di), Opere complete - Vol. IV - Scritti 1930-1931, edizione italiana a cura di Enrico Ganni con la collaborazione di Hellmut Riediger, Torino, Einaudi, 2002, ISBN 978-88-06-16169-9.
- Rolf Tiedemann e Hermann Schweppenhäuser (a cura di), Opere complete - Vol. V - Scritti 1932-1933, edizione italiana a cura di Enrico Ganni con la collaborazione di Hellmut Riediger, Torino, Einaudi, 2003, ISBN 978-88-06-16575-8.
- Rolf Tiedemann e Hermann Schweppenhäuser (a cura di), Opere complete - Vol. VI - Scritti 1934-1937, edizione italiana a cura di Enrico Ganni con la collaborazione di Hellmut Riediger, Torino, Einaudi, 2004, ISBN 978-88-06-17083-7.
- Rolf Tiedemann e Hermann Schweppenhäuser (a cura di), Opere complete - Vol. VII - Scritti 1938-1940, edizione italiana a cura di Enrico Ganni con la collaborazione di Hellmut Riediger, Torino, Einaudi, 2006, ISBN 978-88-06-18216-8.
- Rolf Tiedemann e Hermann Schweppenhäuser (a cura di), Opere complete - Vol. I - Scritti 1906-1922, edizione italiana a cura di Enrico Ganni, Torino, Einaudi, 2008, ISBN 978-88-06-19329-4.
- Infanzia berlinese intorno al Millenovecento, a cura di Enrico Ganni, Torino, Einaudi, 2007, ISBN 978-88-06-18850-4.
- Enrico Ganni (a cura di), Immagini di città, traduzione di Giorgio Backhaus, Marisa Bertolini, Gianni Carchia, Enrico Ganni e Hellmut Riediger, prefazione di Claudio Magris, con uno scritto di Peter Szondi, Torino, Einaudi, 2007, ISBN 978-88-06-18917-4.
- Rolf Tiedemann (a cura di), I «passages» di Parigi (2 voll.), edizione italiana a cura di Enrico Ganni, traduzione di Elena Agazzi, Giorgio Backhaus, Gianni Carchia, Massimo De Carolis, Fabrizio Desideri, Anna Maria Marietti, Antonella Moscati, Francesco Porzio, Ginevra Quadrio Curzio, Giuseppe Russo e Renato Solmi riveduta da Hellmut Riediger, Torino, Einaudi, 2007, ISBN 978-88-06-18672-2.
- Rolf Tiedemann e Hermann Schweppenhäuser (a cura di), Opere complete - Vol. III - Scritti 1928-1929, edizione italiana a cura di Enrico Ganni, Torino, Einaudi, 2010, ISBN 978-88-06-19684-4.
- Sonetti e poesie sparse, traduzione di Francesca Boarini, Silvia Bortoli, Umberto Gandini, Enrico Ganni, Claudio Groff, Ida Porena e Hellmut Riediger, a cura di Rolf Tiedemann, Torino, Einaudi, 2010, ISBN 978-88-06-17572-6.
- Charles Baudelaire. Un poeta lirico nell'età del capitalismo avanzato, a cura di Giorgio Agamben, Barbara Chitussi e Clemens-Carl Härle, Vicenza, Neri Pozza, 2012, ISBN 978-88-545-0623-7.
- Aura e choc. Saggi sulla teoria dei media, a cura di Andrea Pinotti e Antonio Somaini, Torino, Einaudi, 2012.
- L'opera d'arte nell'epoca della sua riproducibilità tecnica e altri scritti sui media, a cura di Giulio Schiavoni, Milano, BUR, 2013, ISBN 978-88-17-06329-6. - II ed. Classici moderni, BUR, 2015.
- Burattini, streghe e briganti. Racconti radiofonici (1929-1932), a cura di Giulio Schiavoni, Milano, BUR, 2014, ISBN 978-88-17-07134-5.
- Opere complete - Vol. VIII - Frammenti e Paralipomena, a cura di Herman Schweppenhäuser, Hellmut Riediger e Enrico Ganni, Torino, Einaudi, 2014, ISBN 978-88-06-19248-8.
- L'opera d'arte nel tempo della sua riproducibilità tecnica (1935/36), con collazione critica del testo tedesco, a cura di Salvatore Cariati, Vincenzo Cicero e Luciano Tripepi, Collana Testi a fronte, Milano, Bompiani, 2017, ISBN 978-88-452-9401-3.
- Il concetto di critica d’arte nel Romanticismo tedesco, a cura di Nicolò Pietro Cangini, Collana Filosofie, Sesto San Giovanni, Mimesis, 2017.
- Orbis pictus. Scritti sulla letteratura infatile. Con quattordici tavole in nero e a colori fuori testo, a cura di Giulio Schiavoni, Macerata, Giometti & Antonello, 2020, ISBN 978-88-98820-24-5.
- con Gershom Scholem, Archivio e camera oscura. Carteggio 1932-1940, a cura di Saverio Campanini (ed. italiana), Milano, Adelphi, 2020.
- con Asja Lacis, Napoli porosa, a cura di Elenio Cicchini, ed. critica della prima redazione del dattiloscritto "Neapel" (1924), Napoli, Libreria Dante & Descartes, 2020, ISBN 978-88-6157-209-6.